# Régime enregistré d'épargne-retraite
Le programme de  Régime enregistré d'épargne-retraite, plus communément appelé REER, a été institué en 1957 par le gouvernement fédéral canadien, pour permettre aux Canadiens de se constituer un régime complémentaire de retraite en permettant la constitution d'un actif financier défiscalisé, et ce jusqu'au moment de la retraite. Par la suite le produit financier est transféré en fonds enregistré de revenu de retraite (FERR), où il est remis au contributeur sous forme de complément de retraite, par étalement sur plusieurs années ou par rente viagère. Ce FERR doit être créé par le contributeur obligatoirement au plus tard dans sa 71e année.
Puisque la contribution en capital au REER est déductible du revenu imposable jusqu'à une limite calculée selon le statut de salarié ou d'indépendant et que les revenus de ce capital retraite au sein du REER ne sont pas non plus imposables, tout retrait du REER ou du FERR devient cependant imposable au taux marginal prévu lors des retraits. Il s'agit donc d'un impôt reporté, mais le plus souvent à un taux plus faible que s'il avait été perçu durant la période active du contributeur.
Le REER s'adresse à une population canadienne proportionnellement plus vaste que le Préfon en France. Car l'assiette fiscale canadienne est plus vaste (85%). Et contrairement au Préfon français, le REER canadien permet au contributeur de garder le contrôle directement sur ce fonds de retraite par capitalisation. Il choisit en toute indépendance le ou les types d'investissement, obligations, actions, etc., qui constituent ce fonds. Lesquels peuvent être eux-mêmes répartis dans différentes institutions bancaires ou financières, nationales ou internationales.
Le programme REER découle d'une volonté des gouvernements canadien et québécois d'inciter fiscalement les particuliers à autofinancer des compléments de retraite.
En 2009, le gouvernement du Canada a aussi créé un autre régime pour accumuler, par versements maximums annuels, des fonds dont seuls les revenus sont défiscalisés et dont l'encaissement défiscalisé est libre à tout moment. : le compte d'épargne libre d'impôt (CELI).
Le REER étant une retraite par capitalisation, il permet donc de constituer une épargne dont la finalité est à la fois l'intérêt des contributeurs voulant se constituer une retraite complémentaire et celui d'une capitalisation permettant l'investissement privé que l'État veut encourager par des reports d'impôts.

## Fonds commun de placement
Les institutions bancaires canadiennes, les coopératives d'épargne et de crédit, les fonds de solidarité syndicale québécois comme le Fonds de solidarité FTQ, ainsi que de nombreuses sociétés d'investissement offrent une large gamme de fonds communs de placement. Ces produits peuvent contribuer à un rendement intéressant sur le long terme, augmentant la valeur du REER grâce à la performance des marchés boursiers. Les fonds sont disponibles dans une vaste gamme sectorielle (énergie, ressources naturelles, secteur bancaire, télécommunications, etc) ainsi que selon la région géographique (Fonds Asie-Pacifique, Amérique Latine, Europe, États-Unis, pays émergents, etc). Les actifs canadiens détenus dans des fonds communs de placement atteignent les 839 milliards de dollars (2015).
Une grande diversité de fonds est maintenant disponible au Québec (plus de 800[réf. souhaitée]), et il s'avère usuellement sage de consulter un professionnel en investissement.

## Autres produits admissibles au REER
D'autres produits sans risques, ou à risque limité, peuvent être inclus au REER. Par contre, leur effet à long terme sur l'accroissement de la valeur du REER sera minime. On pense, entre autres. au certificat de placement garanti (CPG), au dépôt à terme, aux obligations d'épargne du Canada ou du Québec.
En 2001, la limite de contenu étranger a de nouveau été relevée, cette fois à 30 %, mais la prévalence des fonds étrangers synthétiques était telle que la limite n'était qu'une question de forme.
En 2005, la loi a été modifiée pour supprimer complètement la limite de contenu étranger,,.

## D'autres régimes enregistrés
- Le RPA (Régime de pension agréé)
- Le REEE (Régime enregistré d'épargne études)
- Le RAP (Régime d'accession à la propriété)
- Le CELI (Compte d'épargne libre d'impôt)
- Le REEI (Régime enregistré d'épargne invalidité)
- Le CELIAPP (Compte d'épargne libre d'impôt pour l'achat d'une première propriété)